# Pálos Tamás
Pálos Tamás (Budapest, 1934. április 13. – Budapest, 2007. január 31.) magyar újságíró.

## Életpályája
1953–1957 között az Eötvös Loránd Tudományegyetem Bölcsészettudományi Kar (ELTE BTK) angol–orosz szakán tanult. 1952-ben a Magyar Távirati Iroda gyakornoka, 1953-tól újságírója volt. 1955-től az MDP, majd az MSZMP tagja volt. 1959–1963 között varsói tudósítóként dolgozott. 1963–1982 között az MSZMP Központi Bizottságában a Magyarországról szóló idegen nyelvű tájékoztatás eszközrendszerének kialakításával foglalkozott mint munkatárs. 1973–1974-ben Genfben részt vett a helsinki záróokmány kidolgozásában. 1982–1989 között a Magyar Távirati Iroda főszerkesztője és vezérigazgató-helyettese, 1989–1990-ben vezérigazgatója volt. 1991–2002 között a Ferenczy Europress Budapest Sajtóügynökség főszerkesztője volt. 2002-től a Régiópress főszerkesztője volt.

## Magánélete
1957-ben házasságot kötött Felkai Leával. Két lányuk született: Judit (1961) és Zsuzsanna (1965).

## Művei
- Lengyelország; Kossuth, Budapest, 1964 (Egy ország – egy könyv)
- Kínai múlt és jelen; összeáll. Pálos Tamás, Polonyi Péter, jegyz. Polonyi Péter; Kossuth, Budapest, 1973
- Mi az antikommunizmus?; Kossuth, Budapest, 1974 (Napjaink kérdései)
- Szovjet program: szilárd béke, biztonságos világ. Az SZKP XXVII. kongresszusáról; összeáll. Pálos Tamás; OBT, Budapest, 1986 (Aktuális békemozgalmi kérdések)
- A világpolitika hullámvonalai. Enyhülés és feszültség korunkban; Zrínyi, Budapest, 1987 (Katonapolitika mindenkinek)
- Moszkva, Budapest, Washington. Két utazás képekben, dokumentumokban; szerk., összeáll. Pálos Tamás és Illés Tibor; MTI–Kossuth, Budapest, 1988
- Szovjet-amerikai csúcstalálkozó. Washington, 1987. december 7-10.; összeáll., szerk. Pálos Tamás; Kossuth, Budapest, 1988

## Díjai, elismerései
- Munka Érdemrend arany fokozata (1978)
- Rózsa Ferenc-díj (1985)